# Ciencia (serie filatélica)
Ciencia es el nombre de una serie filatélica emitida por Correos y Telégrafos de España desde el año 2000 (entre 2006 y 2008 llevaba por nombre Ciencias de la Tierra y el Universo), que está dedicada a ejemplificar las diversas ciencias naturales. En total han sido puestos en circulación 22 sellos en 11 fechas de emisión diferentes.

## Descripción
| Fecha de emisión | Nombre del sello (descripción) | Dimensiones (mm) | Valor facial (en €) |
| ---------------- | --- | ---------------- | ------------------- |
| 25.05.2000       | 1) Conmemoración del tricentenario de la Real Academia de Medicina de Sevilla; en el sello se reproduce el emblema institucional | 40,9 × 28,8      | 35                  |
| 25.05.2000       | 2) Retrato del matemático Julio Rey Pastor, uno de los matemáticos españoles más brillantes, con motivo del Año Mundial de las Matemáticas | 40,9 × 28,8      | 70                  |
| 25.05.2000       | 3) Conmemoración del 150 aniversario de la Facultad de Farmacia de Granada; en el sello se reproduce la fachada del Palacio de Caicedo, una de las sedes de la Facultad                                                                                    | 40,9 × 28,8      | 100                 |
| 25.05.2000       | 4) El Museo de las Ciencias Príncipe Felipe en la Ciudad de las Artes y las Ciencias de Valencia | 40,9 × 28,8      | 185                 |
| 17.05.2006       | 1) Motivo alusivo al Día de Internet en ocasión del establecimiento por la Cumbre Mundial sobre la Sociedad de la Información del 17 de mayo como Día Mundial de la Sociedad de la Información                                                             | 40,9 × 28,8      | 0,29                |
| 17.05.2006       | 2) En ocasión del XXV Congreso Internacional de Matemáticos celebrado en Madrid entre el 22 y 30 de agosto de 2006, el sello reproduce el logotipo del evento y un fragmento del Códice Vigilano que muestra una versión primitiva de los números arábigos | 28, 8 × 40,9     | 0,57                |
| 13.07.2006       | 1) Diseño alusivo a la Vulcanología, que muestra un volcán en erupción, un modelo de la Tierra mostrando las capas terrestres y un sismograma | 40,9 × 28,8      | 0,29                |
| 13.07.2006       | 2) Diseño alusivo a la Cartografía, que muestra parte de un mapa de España y una lupa que amplifica la zona de la ciudad de Toledo | 40,9 × 28,8      | 0,29                |
| 02.02.2007       | 1) El cuerpo de una tabla periódica de Mendeleyev en la que no se representan los elementos | 40,9 × 28,8      | 0,30                |
| 02.02.2007       | 2) Una esfera armilar, instrumento fundamental para la elaboración del calendario gregoriano | 28,8 × 40,9      | 0,42                |
| 16.02.2007       | 1) Diseño alusivo a la Cartografía, que muestra un mapa detallado de la zona alrededor del embalse de Rosarito en la (provincia de Toledo) | 40,9 × 28,8      | 0,30                |
| 16.02.2007       | 2) Diseño alusivo a la Astronomía, que muestra el radiotelescopio del Centro Astronómico de Yebes en la provincia de Guadalajara | 40,9 × 28,8      | 0,78                |
| 17.01.2008       | 1) Un estetoscopio y un par de cápsulas y un comprimido | 40,9 × 28,8      | 0,39                |
| 17.01.2008       | 2) Parte de un termómetro y fragmento de un mapa de isobaras | 40,9 × 28,8      | 0,43                |
| 04.02.2008       | 1) Diseño alusivo al Año Polar Internacional, que muestra un globo terráqueo con dos bocas (polos Norte y Sur) por donde se insufla aire | 40,9 × 28,8      | 0,78                |
| 04.02.2008       | 2) Diseño alusivo al Año Internacional del Planeta Tierra, que muestra una piedra de canto rodado de la que brota una planta | 40,9 × 28,8      | 2,60                |
| 12.01.2009       | 1) El perfil de una hoja dentada | 40,9 × 28,8      | 0,39                |
| 12.01.2009       | 2) Segmento de la cadena del ADN | 40,9 × 28,8      | 0,43                |
| 11.07.2012       | Dibujos alusivos a dos ciencias sociales afines: 1) Geología | 28,8 × 40,9      | 0,36                |
| 11.07.2012       | 2) Paleontología | 28,8 × 40,9      | 0,36                |
| 03.01.2014       | 1) Imagen de un acelerador de partículas y la banderas de los países integrantes del Centro Europeo para la Investigación Nuclear (CERN) en ocasión del 60.º aniversario de su fundación                                                                   | 40,9 × 28,8      | 0,54                |
| 16.01.2015       | 1) Diseño alusivo al 25º aniversario de la Organización Nacional de Trasplantes | 35,0 × 24,5      | B                   |